# Brás (São Paulo)
Pour les articles homonymes, voir Bras.
Brás est un district situé dans la région centrale de la ville brésilienne de São Paulo, à l'est du soi - disant centre historique de la capitale de São Paulo. Malgré sa position géographique, elle appartient à la région administrative du sud-est, puisque le quartier fait partie de la sous-préfecture de Mooca.
Actuellement, c'est une région bien connue au Brésil pour le commerce de vêtements, en particulier dans les environs du Largo da Concórdia et de la Rua Oriente. Dans sa zone, il compte également un grand nombre de hangars et d'installations industrielles désactivés. Brás a été immortalisé par Adoniran Barbosa dans sa chanson "Samba do Arnesto" ("Arnesto nous a invités, pour une samba il vit à Brás...")
Le district est desservi par la ligne 3-Rouge du métro de São Paulo et les lignes 7, 10, 11 et 12 de la CPTM.
Brás abrite le siège des plus grands temples protestants du monde, tels que : la Congrégation chrétienne du Brésil, la « Cité mondiale » de l'Église mondiale de la Puissance de Dieu, le « Temple de Salomon » de l'Église universelle du Royaume de Dieu et l'Assemblée de Dieu Ministère Madureira.

## Formation

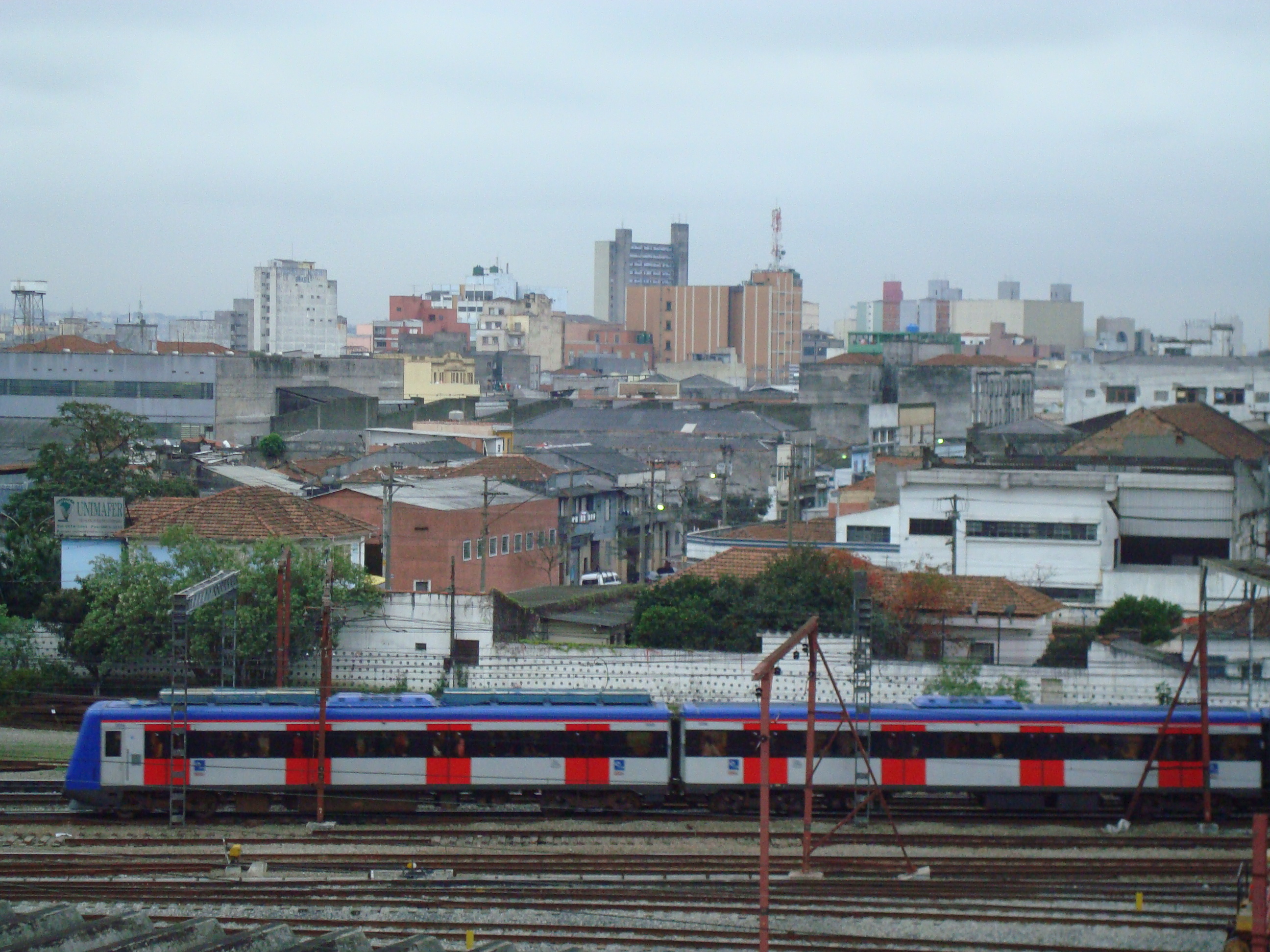
Le quartier est desservi par 4 lignes CPTM.

Le nom Brás vient du propriétaire du terrain où s'est formé le quartier, qui s'appelait José Brás, devenu bienfaiteur.
Dans la seconde moitié du XVIIIe siècle, l'église Senhor Bom Jesus de Matosinhos a été construite sur les terres de José Brás, autour desquelles le village s'est formé. En 1769, le conseil municipal cite officiellement le nom de José Brás lors de la détermination de la construction de "ponts entre le chemin de José Brás et la ferme Nicolau". Le sort de la construction initiale n'est pas connu, puisque le 5 avril 1800, la Chambre ecclésiastique de São Paulo reçoit une demande du lieutenant-colonel José Correia de Morais pour construire une chapelle au Senhor Bom Jesus de Matosinhos. La dédicace à laquelle la chapelle originale a été reconstruite. Le 8 juin 1818, la chapelle fut élevée au rang de paroisse par décret de D. João VI. Ses limites étaient : au nord la rivière Tietê, au sud São Bernardo, à l'est la paroisse de Penha de França et à l'ouest la Sé. L'impératrice Teresa Cristina a séjourné en 1846 dans une maison de ville située à Largo do Brás et à l'époque, il y avait des suggestions pour l'installation de 6 lanternes lumineuses dans la paroisse de Brás. Il y avait quelques fermes qui produisaient des vins, des liqueurs et des bières, ainsi qu'une fabrique d'étriers et de seaux et des ateliers de selliers. Le 1er janvier 1874, le Correio Paulistano annonça que l'établissement Hortículo de São Paulo, J. Joly, mettait en vente des plants de Eucalyptus globules.
Cependant, d'autres auteurs attribuent une origine différente au nom Brás. Paulo Cursino de Moura (1897-1943) déclare que le nom de la région est dû à Brazílio de Aguiar Castro, propriétaire de la Chácara do Ferrão héritée de sa mère, Domitila de Castro Canto e Melo (1797-1867), la marquise de Santos qui, à son tour, l'a reçu en succession à la mort de son mari, le brigadier Tobias (1795-1857).
Brás s'est développé autour de l'église de Bom Jesus do Brás, et était, jusqu'au début du XXe siècle, divisé en deux quartiers distincts : Brás (plus proche de l'actuel centre-ville de São Paulo), et Marco (abréviation de Marco de Meia Légua), qui était situé dans la région où se trouve aujourd'hui la station de métro Bresser-Mooca.
Au début du XXe siècle, il devient une référence de quartier pour la communauté italienne (commémoration des fêtes de Notre-Dame de Casaluce et de Saint Vite), et pour la communauté grecque (avec l'Église grecque orthodoxe), communauté arménienne, avec une forte présence d'industries (en particulier à proximité des chemins de fer) et d'entreprises de bois (zone de la rue do Gasómetro).

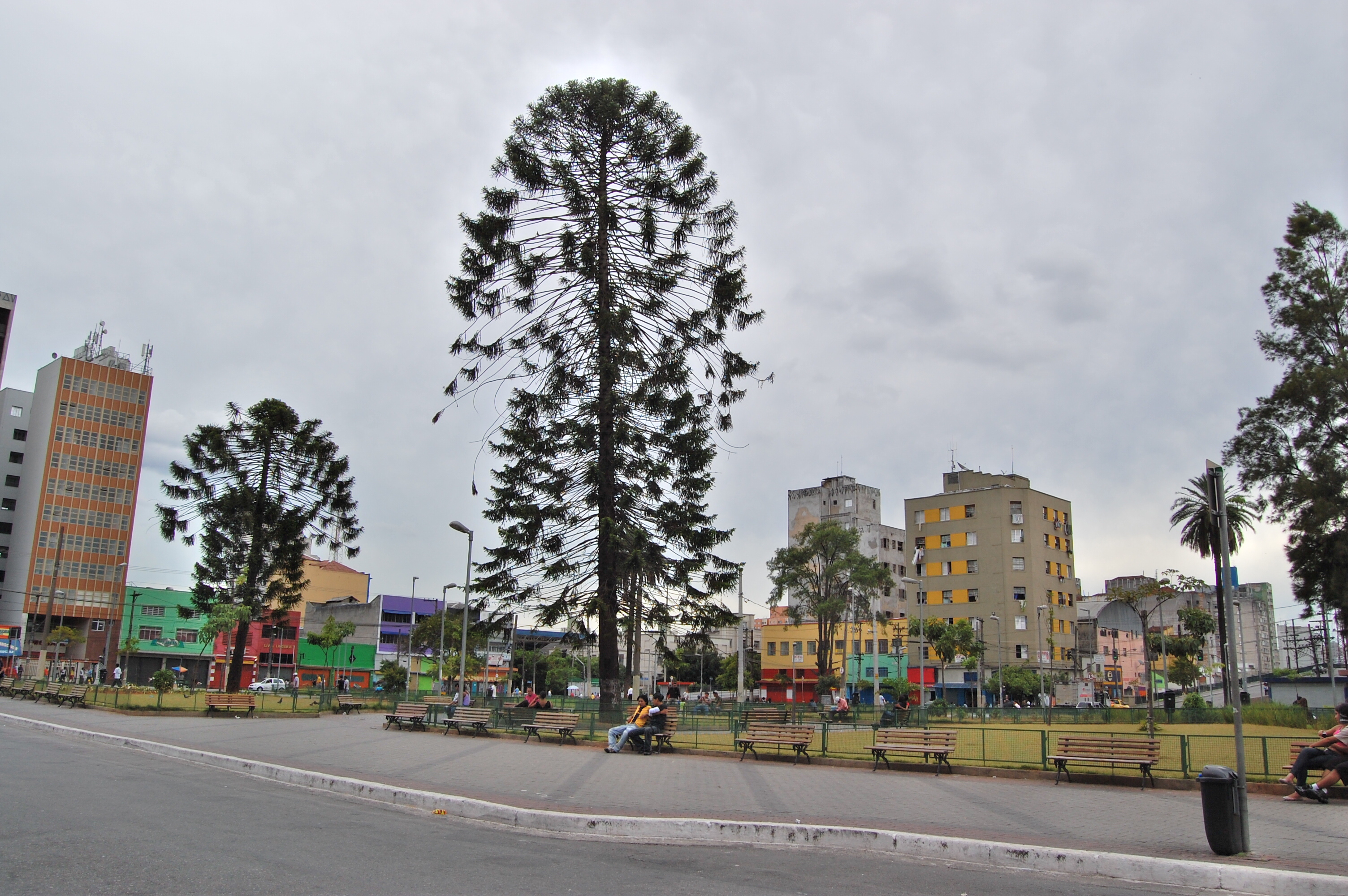
Vue du Largo da Concórdia.

Au fil du temps, ces caractéristiques ont commencé à changer, avec l'augmentation du nombre de personnes du nord-est dans la région proche de Largo da Concórdia, où opérait la gare terminus de l'Estrada de Ferro Central do Brasil.
C'est actuellement un quartier essentiellement axé sur l'industrie et le commerce de l'habillement, avec un fort accent sur le commerce de gros de jeans et aussi de mode enfantine, avec une grande concentration de magasins spécialisés dans la vente de layettes et de produits pour femmes enceintes et bébés. Il a une forte présence des communautés coréenne et bolivienne. La présence de magasins aux caractéristiques populaires est également importante, en particulier sur les avenues Rangel Pestana et Celso Garcia, car elles sont des passages traditionnels pour les habitants de la zone est qui travaillent dans le centre-ville.

## Limites
- Nord : Rua João Teodoro et Rua Silva Teles.
- Est : Rue et viaduc Bresser.
- Sud : Ligne 3 du métro de São Paulo, Ligne 10 de la CPTM et Rua da Mooca.
- Ouest : Rua da Figueira, Avenue Mercúrio et Avenue do Estado.

## Districts limitrophes
- Bom Retiro (nord-ouest).
- Pari (nord).
- Belém (est).
- Mooca (sud-est).
- Cambuci (sud).
- Sé (ouest).